# Пасынки (Винницкая область)
Па́сынки (укр. Пасинки) — село на Украине, находится в Шаргородском районе Винницкой области.
Код КОАТУУ — 0525385801. Население по переписи 2001 года составляет 802 человека. Почтовый индекс — 23520. Телефонный код — 4344.
Занимает площадь 24,2 км².

## Религия
В селе действует храм Рождества Пресвятой Богородицы Шаргородского благочиния Могилёв-Подольской епархии Украинской православной церкви.

## Известные уроженцы
- Бялковский, Леон (1885—1952) — польский историк, архивист, доктор исторических наук, профессор Католического университета Люблина, академик.

## Местный совет
23520, Винницкая область, Шаргородский р-н, с. Пасынки, ул. Дзержинского, 30.